# Hybomitra peculiaris
Hybomitra peculiaris är en tvåvingeart som först beskrevs av Szilady 1914.  Hybomitra peculiaris ingår i släktet Hybomitra och familjen bromsar. Inga underarter finns listade i Catalogue of Life.